# Château de Beaujeu (Cher)
Pour les articles homonymes, voir Château de Beaujeu.
Le château de Beaujeu est un château situé sur la commune de Sens-Beaujeu dans le département du Cher (Centre-Val de Loire), dans la province historique du Berry.

## Description
Le château de Beaujeu a été construit en 1566 pour Jean Dumesnil-Simon. Remaniée et embellie au XIXe siècle, l’ancienne demeure d’allure médiévale — dont les soubassements du logis seigneurial et les deux tours ont été préservés — arbore désormais un style néo-classique typique de la Restauration.
Dans son étude du patrimoine architectural et mobilier du canton de Sancerre, le service de l'Inventaire du patrimoine du conseil général du Cher précise qu'en « utilisant en partie l’infrastructure du XVIe siècle, la réfection complète du château de Beaujeu (décor intérieur compris), sous la Restauration, est exemplaire par la cohérence de l’ensemble (architecture extérieure et intérieure) et par sa bonne conservation, assez exceptionnelle dans le département. Ce château, situé en bord de Sauldre, bénéficie par ailleurs d’un environnement particulièrement bucolique ».

## Historique
L'histoire du château de Beaujeu, tout comme le village de Sens-Beaujeu, est intimement liée à la Maison de Sully, une des plus puissantes familles du Berry au Xe siècle.
Eudes Ier de Sully, seigneur de Beaujeu-en-Berry, descendant de la Maison de Sully-branche aînée des Blois-Champagne,, fait ériger au milieu du XIe siècle le château de la Motte, une motte castrale toujours présente au lieu-dit de ce nom à Sens-Beaujeu, aussi appelée « motte Sully » ou « motte-Chapelle ». Cette motte féodale, d'inspiration normande (Guillaume Ier de Sully était le petit-fils de Guillaume le Conquérant), protégée par une ou plusieurs clôtures de pieux acérés, fut abandonnée vers la fin du XIIIe siècle par Eudes III de Sully qui fit bâtir un second château à l'actuel lieu-dit « Le Vieux Beaujeu », dans le commune limitrophe de Neuilly-en-Sancerre (les ruines sont encore visibles). Une branche cadette des Sully hérite de Beaujeu, puis par mariage les Rochechouart et les Mesnil-Simon.
En 1566, Jean du Mesnil-Simon abandonne le vieux château de Beaujeu et fait ériger au pied de la colline de Sens une imposante demeure seigneuriale au bord de la Sauldre, le château de Beaujeu.

### Propriétaires successifs
Dans son Histoire de Berry, Gaspard Thaumas de la Thaumassière précise que cette terre des du Mesnil-Simon « passe en celle de Mesgrigny » par le mariage en 1656 de Jean-François de Mesgrigny, marquis de Vendeuvre, Grand Ecuyer Tranchant et Porte Cornette Blanche du Roy, et de Françoise-Henriette du Menil-Simon, héritière de Beaujeu (fille d'Edme du Mesnil-Simon et de Louise Pot de Rhodes),.
Leur dernière fille Louise-Françoise de Mesgrigny (née vers 1660-† 1729 ; sœur de Charles-Hubert et de Gabrielle-Françoise qui restèrent sans postérité) épouse en 1688 (comme sa 2e femme) Jacques-Léon Bouthillier de Chavigny (né vers 1740-1712), fils de Léon Bouthillier (comte de Chavigny, diplomate et secrétaire d'État aux Affaires étrangères sous Louis XIII), qui prend le titre de marquis de Beaujeu. Le château reste aux mains de cette famille jusqu'à la Révolution, où Beaujeu appartient à leur petite-fille Gabrielle-Pauline Bouthillier de Chavigny, comtesse d'Adhémar, dame de palais de la reine Marie-Antoinette.
En 1809, Pierre-Maurice de Pommereau, trésorier général des Finances de la Généralité de Bourges, rachète le château de la comtesse d'Adhémar. Les descendants de Pierre-Maurice de Pommereau sont toujours propriétaires du château qu'ils habitent.

### Réaménagements successifs
Après l'acquisition du château, Pierre-Maurice de Pommereau entreprend d’importants travaux d'embellissement, parachevés par son fils Marcellin, marié à Clémence Chabrol de Crouzol, fille du comte de Chabrol-Crousol, ministre de la Marine et des Finances sous Charles X. L'envergure des travaux et le soin porté à sa décoration intérieure redonnent au village de Sens-Beaujeu une nouvelle notoriété et attirent commerces et artisanats.
Les douves, encore visibles sur le plan de la fin du XVIIIe siècle sont comblées. La reprise des façades du château et son aménagement intérieur dans un style néo-classique ont transformé l’ancienne demeure d’allure médiévale en une résidence typique du temps de la Restauration ; les bâtiments qui entourent le colombier du XVIe siècle sont en grande partie reconstruits à la fin du XVIIIe siècle / début du XIXe siècle.